# دایکی ماتسوموتو
دایکی ماتسوموتو (انگلیسی: Daiki Matsumoto؛ زادهٔ ۲۹ مهٔ ۱۹۹۱) بازیکن فوتبال اهل ژاپن است.